# Harald Heinze (Schriftsteller)
Harald Heinze (* 11. Oktober 1940 in Schmerkendorf) ist ein deutscher Schriftsteller.

## Leben
Harald Heinze wurde 1940 in Schmerkendorf bei Falkenberg/Elster geboren. Er absolvierte eine Ausbildung als Energiemaschinist und war anschließend als Heizer tätig. In der Zeit von 1960 bis 1963 diente er als Stabsmatrose in der Volksmarine. Ab 1964 war er als Maschinist und Oberheizer in einem der Braunkohlenkraftwerke in Lauchhammer tätig.
Heinze wurde in einen Zirkel Schreibender Arbeiter delegiert und absolvierte von 1972 bis 1975 ein Fernstudium am Deutschen Literaturinstitut in Leipzig. Das Mitglied des Schriftstellerverbandes arbeitete anschließend als freier Mitarbeiter bei verschiedenen Zeitschriften und Zeitungen (Frösi, Junge Welt). Außerdem war er noch bis 1995 als stellvertretender Schichtleiter tätig und ging schließlich 2000 in den Ruhestand. Heinze lebt heute in Lauchhammer.

## Ehrungen
- 1980: Hans-Marchwitza-Preis

## Werk (Auswahl)
- Komm mal längsseits (Erzählung), 1977
- Ich bin erst neunzehn (Erzählung), 1983, als 30-minütiges Fernsehspiel 1985 für die Reihe Wir stellen vor verfilmt (Regie: M. Unger, Darsteller: Dietmar Durand, Margrit Straßburger, Franz Viehmann...)[5]
- Das Unikum (Roman), 1988
- Rufe aus Kohlenpottshausen, 2015